# Persone di cognome McDonald
| Questa pagina contiene informazioni ricavate automaticamente dalle voci biografiche con l'ausilio del template Bio e di un bot. L'aggiornamento è periodico e automatico e ricostruisce completamente la pagina. Se manca una persona in questa lista, sei pregato di non aggiungerla, ma accertati piuttosto che la sua voce biografica contenga il template Bio e che i dati anagrafici siano correttamente compilati. Se il template Bio manca, inseriscilo tu stesso o, in alternativa, metti l'avviso {{tmp\|Bio}} che ne segnala la mancanza. Se i dati riportati sono sbagliati, correggi direttamente la voce biografica; le modifiche saranno visibili in questa lista entro pochi giorni. Per chiarimenti vedi il progetto antroponimi. La lista contiene solo le 87 persone che sono citate nell'enciclopedia e per le quali è stato implementato correttamente il template Bio. Pagina aggiornata al 7 mag 2025. |

Questa è una lista di persone presenti nell'enciclopedia che hanno il cognome McDonald, suddivise per attività principale.

## Allenatori di calcio(2)
- Scott McDonald, allenatore di calcio e ex calciatore australiano (Melbourne, n. 1983)
- Rob McDonald, allenatore di calcio e ex calciatore inglese (Hull, n. 1959)

## Arbitri di calcio(1)
- Douglas McDonald, arbitro di calcio scozzese (n. 1965)

## Artisti marziali misti(1)
- Michael McDonald, artista marziale misto statunitense (Modesto, n. 1991)

## Astronomi(1)
- David McDonald, astronomo irlandese (n. 1964)

## Attori(7)
- Christopher McDonald, attore statunitense (New York, n. 1955)
- Francis McDonald, attore statunitense (Bowling Green, n. 1891 - Hollywood, † 1968)
- Jack McDonald, attore statunitense (San Francisco, n. 1880 - Sacramento, † 1941)
- Michael McDonald, attore, comico e regista statunitense (Fullerton, n. 1964)
- Peter McDonald, attore irlandese (Dublino, n. 1972)
- Will McDonald, attore australiano (Sydney, n. 1999)
- David Tennant, attore scozzese (Bathgate, n. 1971)

## Attrici(2)
- Audra McDonald, attrice e soprano statunitense (Berlino, n. 1970)
- Miriam McDonald, attrice e ballerina canadese (Oakville, n. 1987)

## Bassisti(2)
- Hugh McDonald, bassista statunitense (Filadelfia, n. 1950)
- Steve McDonald, bassista statunitense (Hawthorne, n. 1967)

## Bobbisti(1)
- John McDonald, bobbista statunitense

## Calciatori(10)
- Gordon McDonald, calciatore canadese (Walton, n. 1878 - Haileybury, † 1938)
- Alan McDonald, calciatore e allenatore di calcio nordirlandese (Belfast, n. 1963 - Lisburn, † 2012)
- Bob McDonald, calciatore scozzese (Inverness, n. 1895 - † 1971)
- Brandon McDonald, ex calciatore statunitense (Glendale, n. 1986)
- Colin McDonald, ex calciatore britannico (Bury, n. 1930)
- Massiah McDonald, calciatore montserratiano (Nottingham, n. 1990)
- Ken McDonald, ex calciatore scozzese (Kilwinning, n. 1945)
- Kevin McDonald, calciatore scozzese (Carnoustie, n. 1988)
- Marco McDonald, ex calciatore giamaicano (n. 1977)
- Whitey McDonald, calciatore nordirlandese (Omagh, n. 1902 - Millport, † 1956)

## Calciatrici(1)
- Jessica McDonald, ex calciatrice statunitense (Phoenix, n. 1988)

## Cantanti(3)
- Ian McDonald, cantante, polistrumentista e compositore britannico (Londra, n. 1946 - New York, † 2022)
- Jane McDonald, cantante e conduttrice televisiva britannica (Wakefield, n. 1963)
- Michael McDonald, cantante e tastierista statunitense (Saint Louis, n. 1952)

## Cantautori(1)
- Country Joe McDonald, cantautore statunitense (Washington, n. 1942)

## Cantautrici(1)
- Tara McDonald, cantautrice britannica (Brighton, n. 1979)

## Cestiste(1)
- Aari McDonald, cestista statunitense (Fresno, n. 1998)

## Cestisti(9)
- Ben McDonald, ex cestista e allenatore di pallacanestro statunitense (Torrance, n. 1962)
- Bill McDonald, ex cestista canadese (n. 1938)
- Ken McDonald, ex cestista e allenatore di pallacanestro statunitense (Providence, n. 1970)
- Will McDonald, ex cestista statunitense (New Orleans, n. 1979)
- Arriel McDonald, ex cestista e allenatore di pallacanestro statunitense (Harvey, n. 1972)
- Glenn McDonald, ex cestista e allenatore di pallacanestro statunitense (Kewanee, n. 1952)
- Michael McDonald, ex cestista statunitense (Longview, n. 1969)
- Bill McDonald, cestista statunitense (Spring Valley, n. 1916 - Oshkosh, † 1994)
- Rod McDonald, cestista statunitense (Jacksonville, n. 1945 - San Jose, † 2015)

## Chitarristi(1)
- Milton McDonald, chitarrista britannico (Londra, n. 1963)

## Ciclisti su strada(1)
- Peter McDonald, ex ciclista su strada australiano (Coonabarabran, n. 1979)

## Fisici(2)
- Arthur McDonald, fisico canadese (Sydney, n. 1943)
- James McDonald, fisico statunitense (Duluth, n. 1920 - Tucson, † 1971)

## Giocatori di curling(1)
- Frank McDonald, giocatore di curling canadese (Shelburne, n. 1888 - † 1971)

## Giocatori di football americano(9)
- Andrew McDonald, ex giocatore di football americano statunitense (Indianapolis, n. 1988)
- Clinton McDonald, ex giocatore di football americano statunitense (Jacksonville, n. 1987)
- Dexter McDonald, giocatore di football americano statunitense (Kansas City, n. 1991)
- Ray McDonald, giocatore di football americano statunitense (Pahokee, n. 1984)
- T.J. McDonald, giocatore di football americano statunitense (Fresno, n. 1991)
- Tommy McDonald, giocatore di football americano statunitense (Roy, n. 1934 - Audubon, † 2018)
- Tim McDonald, ex giocatore di football americano statunitense (Fresno, n. 1965)
- Vance McDonald, ex giocatore di football americano statunitense (Beaumont, n. 1990)
- Vincent McDonald, giocatore di football americano statunitense

## Giocatori di poker(1)
- Michael McDonald, giocatore di poker canadese (Waterloo, n. 1989)

## Giocatori di snooker(1)
- Allan McDonald, giocatore di snooker australiano (Sydney, † 1974)

## Hockeisti su ghiaccio(2)
- Ab McDonald, hockeista su ghiaccio canadese (Winnipeg, n. 1936 - Winnipeg, † 2018)
- Lanny McDonald, ex hockeista su ghiaccio canadese (Hanna, n. 1953)

## Imprenditori(1)
- Rick e Mac McDonald, imprenditore statunitense (Manchester, n. 1909 - Bedford, † 1998)

## Lottatori(1)
- Daniel McDonald, lottatore e nuotatore canadese (Toronto, n. 1908 - Toronto, † 1979)

## Mafiosi(1)
- Joseph McDonald, mafioso statunitense (Somerville, n. 1917 - † 1997)

## Modelle(2)
- Carin McDonald, modella, imprenditrice e cantante costaricana (Limón, n. 1958)
- Michele McDonald, modella statunitense (Butler, n. 1952 - Saxonburg, † 2020)

## Nobili(1)
- Donald McDonald, Signore delle Isole, nobile e militare scozzese († 1423)

## Nuotatrici(1)
- Julie McDonald, ex nuotatrice australiana (n. 1970)

## Pallanuotisti(1)
- Drew McDonald, ex pallanuotista statunitense (Vancouver, n. 1955)

## Pesisti(1)
- Pat McDonald, pesista e martellista statunitense (Doonbeg, n. 1878 - New York, † 1954)

## Politiche(1)
- Mary Lou McDonald, politica irlandese (Churchtown, n. 1969)

## Politici(2)
- Charles J. McDonald, politico e generale statunitense (Charleston, n. 1793 - Marietta, † 1860)
- William McDonald, politico statunitense (Jordanville, n. 1858 - Santa Fe, † 1918)

## Rapper(1)
- Jesse Dangerously, rapper canadese (n. 1979)

## Registi(2)
- Bruce McDonald, regista, sceneggiatore e produttore cinematografico canadese (Kingston, n. 1959)
- Frank McDonald, regista statunitense (Baltimora, n. 1889 - Oxnard, † 1980)

## Saggisti(1)
- Lyle McDonald, saggista statunitense (n. 1970)

## Scenografi(1)
- Antony McDonald, scenografo e regista britannico (Weston-super-Mare, n. 1950)

## Sciatori alpini(1)
- Paul McDonald, ex sciatore alpino statunitense (n. 1984)

## Sciatori freestyle(1)
- Cole McDonald, sciatore freestyle statunitense (Salt Lake City, n. 2003)

## Sciatrici alpine(1)
- Jilyne McDonald, ex sciatrice alpina statunitense (n. 1986)

## Scrittori(1)
- Ian McDonald, scrittore britannico (Manchester, n. 1960)

## Tennisti(1)
- Mackenzie McDonald, tennista statunitense (Piedmont, n. 1995)

## Velociste(1)
- Beverly McDonald, ex velocista giamaicana (Saint Mary, n. 1970)

## Velocisti(2)
- Michael McDonald, ex velocista giamaicano (n. 1975)
- Rusheen McDonald, velocista giamaicano (n. 1992)

## Vescovi cattolici(1)
- William McDonald, vescovo cattolico irlandese (Kilkenny, n. 1904 - San Francisco, † 1989)